# HMS Pique (1795)
Pour les autres navires du même nom, voir HMS Pique.
Le HMS Pique est une ancienne frégate française de quatrième rang portant 32 canons capturée par la HMS Blanche en 1795. Elle sert trois ans dans la Royal Navy avant de s'échouer dans la Manche lors d'un combat contre la marine française.

## Histoire
La frégate La Pique participe en 1794 à l'expédition commandée par les commissaires de la Convention Chrétien et Hugues à destination de la Guadeloupe. Expédition qui aboutira à la reconquête de la Guadeloupe par la France et à l'application de la première abolition de l'esclavage sur l'archipel. La Guadeloupe, sous le gouvernorat de Hugues, deviendra une base corsaire redoutable pour l'Angleterre, et aussi pour les États'Unis (épisode dit de la "quasi-guerre")[réf. nécessaire].